# Lidice
Lidice (tiếng Đức: Liditz) là một làng thuộc huyện Kladno, vùng Středočeský, Cộng hòa Séc. Trong Thế chiến II, đây là nơi xảy ra vụ thảm sát nổi tiếng do tướng SS Karl Hermann Frank gây ra.